# Poncetsches Herrenhaus

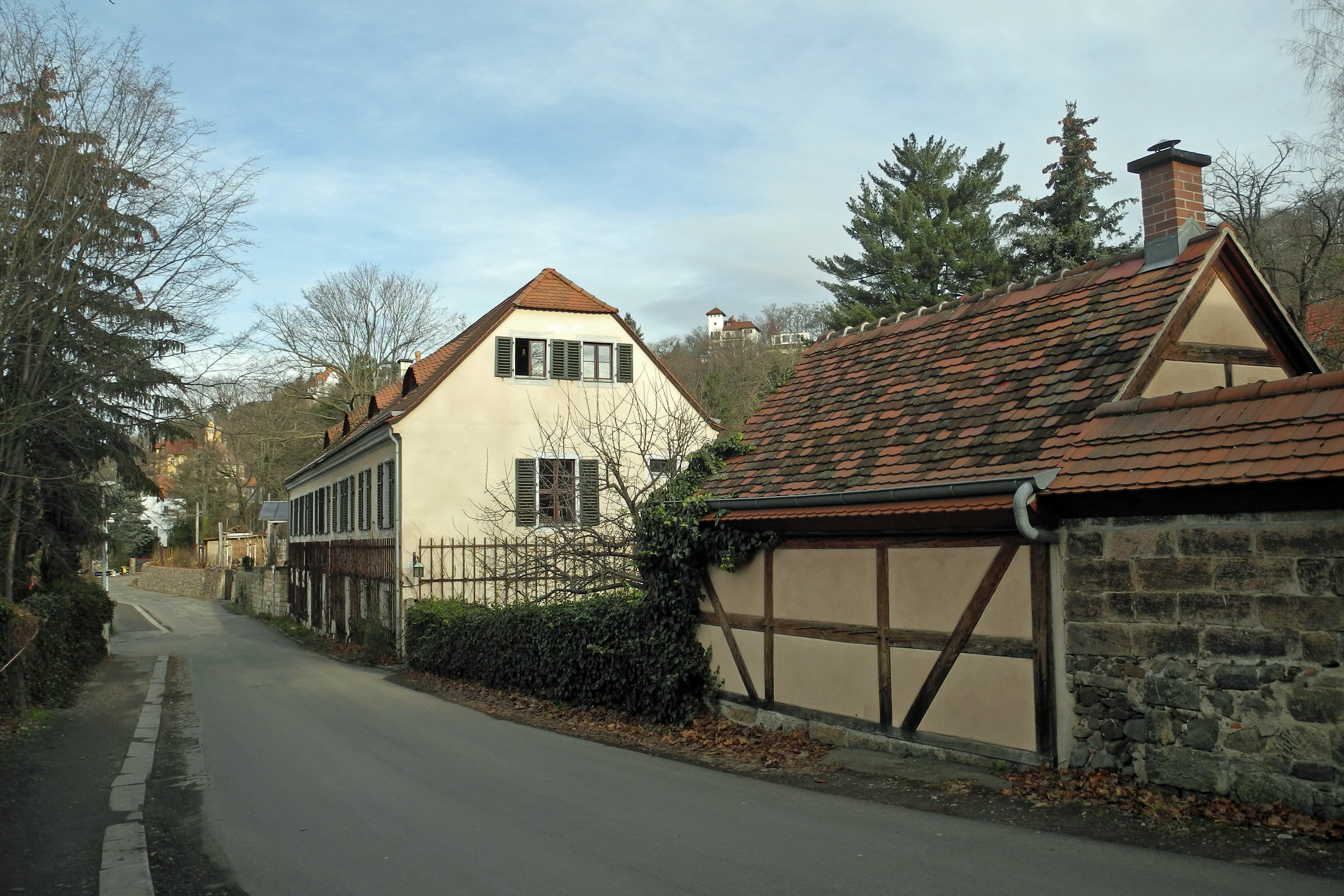
Poncetsche Herrenhaus mit Stallgebäude in Dresden-Loschwitz

Das Poncetsche Herrenhaus ist ein denkmalgeschütztes Wohnhaus in Dresden-Loschwitz, Josef-Hegenbarth-Weg 18/20, das ursprünglich als Weinbergshaus auf einem Weinbergsgelände errichtet wurde (ID-Nr. 09211269). 
Das Gebäude erhielt seinen Namen von Jean François Poncet (1714–1804), der das Grundstück mit dem dazugehörigen Weinberg 1755 erworben hatte. Poncet stammte aus einer Genfer Hugenotten-Familie und kam um 1735 nach Dresden. Er war ab 1739 Hofuhrmacher von August III., König von Polen und Kurfürst von Sachsen, und später auch Geheimrat und Direktor des  Grünen Gewölbes in Dresden, wurde 1782 nobilitiert.

## Geschichte des Hauses
Im Jahr 1626 erwarb der Oberhofprediger Matthias Hoe von Hoenegg (1580–1645) das Grundstück in den Loschwitzer Weinbergen. In der Folgezeit ging das Grundstück an Catharina Margaretha von Carlowitz, an Maria Sophia von Starschedel und weitere Personen, bevor es 1755 von Sophie Charlotte Poncet, geb. Kauderbach (1717–1795) erworben wurde. Ihr Ehemann Jean François Poncet ließ dort ein Haus errichten, das bis 1831 im Besitz der Familie Poncet verblieb. 
Ihre beiden Töchter Fritze und Lore lebten bis zu ihrem Tode im Poncetschen Herrenhaus in Loschwitz. Überliefert ist auch, dass sich in den Jahren 1770–1772 der kurländische Diplomat Karl Heinrich von Heyking (1751–1809) und die polnischen Diplomatin Genowefa Brzostowska (um 1725–1792) im Hause Poncet getroffen haben. 
Die nachfolgenden Besitzer des Grundstücks waren: Konsul Gottwald Hesse, ab 1852 Carl August Reichel (1811–1892) und Gustav Moritz Calberla (1809–1906). Durch den Arzt und Kunstsammler Dr. Carl August Reichel wurde das Haus umgebaut und verlängert. Das zugehörige Gartenhaus (genannt Begerhäuschen) wurde in den Sommermonaten an Gäste vermietet, hier war u. a. auch Wilhelm von Kügelgen (1802–1867) zu Gast. Im Februar 1945 wurde das Begerhäuschen durch Bomben zerstört und wenig später abgetragen.
Im Jahr 1919 ging das Haus an die Gemeinde Loschwitz bzw. ab 1921 an die Stadt Dresden. Von 1906 bis 1947 wohnte hier der Bildhauer Max Körbach (1864–1947). Seit 1996 ist das Haus in Privatbesitz, wurde denkmalgerecht saniert und wird jetzt als Wohn- und Ferienhaus genutzt.
Zum denkmalgeschützten Bereich gehören laut Denkmaltext das „ehemalige Weingut, bestehend aus Wohnhaus, Seitengebäude, Einfriedungsmauer und Teilfläche des einstigen Weinbergs; eine der wenigen Weingutanlagen aus dem 17./18. Jahrhundert, die sich in der Elblandschaft fast in ihrer Ursprünglichkeit erhalten haben, vor allem ortsgeschichtlich bedeutend und mit Seltenheitswert“.